# Поточек (Глоговський повіт)
Поточек (пол. Potoczek) — село в Польщі, у гміні Єжманова Глоговського повіту Нижньосілезького воєводства.
Населення — 206 осіб (2011).
У 1975-1998 роках село належало до Легницького воєводства.

## Демографія
Демографічна структура станом на 31 березня 2011 року:
|          | Загалом | Допрацездатний вік | Працездатний вік | Постпрацездатний вік |
| -------- | ------- | ------------------ | ---------------- | -------------------- |
| Чоловіки | 99      | 23                 | 68               | 8                    |
| Жінки    | 107     | 18                 | 63               | 26                   |
| Разом    | 206     | 41                 | 131              | 34                   |